# Gobernación de Caliubia
Caliubia (en árabe: القليوبية, el-'Alyobeya) es una gobernación de la República Árabe de Egipto situada en el delta del Nilo, al norte del país. Su capital es Banha. 
En esta gobernación tiene lugar la mayor producción de pollo, huevos, naranjas, higos y albaricoque en todo Egipto. La mayor parte de esta región fue una vez propiedad de la acaudalada familia de Halim Abdelmalek Siliman Masoud Abu Dif; gran parte de las actuales calles llevan los nombres de este antiguo linaje, incluyendo al infame Abdelmalek Boulevard, frente a la antigua mansión de más de doscientos años de antigüedad, actualmente subdividida en viviendas.

## Demografía

### Territorio y población
Posee un territorio de 1.001 kilómetros cuadrados de superficie, cuya población es de 6.103.039 habitantes. La densidad poblacional de la gobernación de Caliubia es de 6.100 habitantes por cada kilómetro cuadrado, una de las más altas de todo Egipto. Si el territorio fuese un país independiente tendría la tercera densidad poblacional más alta del mundo solo superada por Mónaco y Singapur.
| Población Histórica de la Gobernación de Caliubia | Población Histórica de la Gobernación de Caliubia | Población Histórica de la Gobernación de Caliubia |
| Año                                               | Habitantes                                        | Censo de Población                                |
| ------------------------------------------------- | ------------------------------------------------- | ------------------------------------------------- |
| 1986                                              | 2 514 244                                         | Censo egipcio de 1986                             |
| 1996                                              | 3 281 135                                         | Censo egipcio de 1996                             |
| 2006                                              | 4 251 672                                         | Censo egipcio de 2006                             |
| 2017                                              | 5 627 420                                         | Censo egipcio de 2017                             |
| 2020                                              | 5 911 362                                         | Estimaciones del CAPMAS                           |
| 2027                                              | -                                                 | Censo egipcio de 2027                             |

## Distritos con población estimada en julio de 2017
- Al-Khānkah 574,569
- Al-Khuṣūṣ 459,586
- Al-Qanāṭir al-Khayriyah 507,179
- Al-'Ubūr 130,654
- Banhā 482,959
- Kafr Shukr 188,858
- Qahā 47,898
- Qalyūb 146,987
- Qalyūb 561,254
- Shubrā al-Khaymah 682,152
- Sibīn al-Qanāṭir 540,112
- Ṭūkh 593,694

## Principales ciudades
Las ciudades más importantes son:
- Banha (capital).
- Shibin Al-Qanater.
- Shubra-el-Khema.
- Qalyub.
- Khanka.
- Abu zaabal.
- Tukh.
- Qaha.